# Gradiente de densidade
Gradiente de densidade é a variação em densidade numa determinada área. O termo é usado nas ciências naturais para descrever as variações da densidade da matéria, mas pode ser aplicado a qualquer quantidade cuja densidade possa ser medida. 